# Warlus (Somma)
Warlus – miejscowość i gmina we Francji, w regionie Hauts-de-France, w departamencie Somma.
Według danych na rok 1990 gminę zamieszkiwało 219 osób, a gęstość zaludnienia wynosiła 27 osób/km² (wśród 2293 gmin Pikardii Warlus plasuje się na 779. miejscu pod względem liczby ludności, natomiast pod względem powierzchni na miejscu 596.).